# Sebastián Ariosa
Sergio Sebastián Ariosa Moreira (Montevidéu, 5 de junho de 1985) é um futebolista uruguaio que atua como lateral-esquerdo. Atualmente, joga pelo Olimpia.

## Vida pessoal
Em 19 de junho de 2013, o lateral revelou que teve um câncer no mediastino, uma das cavidades da caixa torácica, com a possibilidade de retornar a seu país natal, Uruguai, para realizar tratamento. Além do mais, Ariosa sofre com outro drama: os nove meses de salários atrasados no Olimpia; devido a tal problema, o jogador já estaria trabalhando para rescindir seu vínculo com o clube.

## Títulos
Defensor Sporting
- Liguilla Pré-Libertadores da América: 2006
- Campeonato Uruguaio: 2007–08

Olimpia
- Campeonato Paraguaio (Torneo Clausura): 2011